# Crisostomo Colonna
Crisostomo Colonna o Colunna (Caggiano, 1460 - Nápoles, 1528) fue un poeta, humanista y político italiano.

## Biografía
Fue el segundo hijo de una familia patricia, e inició la carrera eclesiástica transformándose en sacerdote. Fue vicario de la iglesia de Santa Lucia a Caggiano. 
Se trasladó a Nápoles donde el rey Fernando I de Nápoles lo nombró prefecto y secretario de su hijo Federico. Desde 1486 a 1489 fue embajador en Roma, Polonia y España. Tuvo los títulos de "tesoriere" de la Basílica de San Nicolás de Bari y de arcidiácono de la Catedral de Bitonto. Entre 1501 y 1505 estuvo de nuevo en España como preceptor del joven Fernando de Aragón, hijo de Federico.
Íntimo amigo de Giovanni Pontano, perteneció a la Academia Pontaniana. Conocedor del griego antiguo, escribió obras poéticas en latiín y en italiano (sonetos y canciones petrarquianas).
Su amigo Antonio de Ferraris, conocido como «el Galateo», lo apuntó en algunas de sus epístolas:
- Ad Chrisostomum donde lo elogia por contestar a sus cartas.
- Ad Prosper Columna dirigida al tío de Crisostomo, condotiero de los reyes españoles que había luchado con éxito en Puglia.
- Ad Chrisostomum, De Prospero Columna et De Ferramusca en la cual habla todavía del tío de Crisostomo y de Ettore Fieramosca.
- Ad Chrisostomum, De Pugna tredecim equitum dónde habla nuevamente del Desafío de Barletta.

Le dedicó, además, la obra pedagógica De educatione escrita para la educación del hijo del rey Federico I de Nápoles

### Obras
- Sonetti y canciones petrarchesche, en italiano;
- De educación filiorum regum
- De pugna tredicim equitum
- Epigrammata
- De situ et moribus Hollandiae